# 세대주의

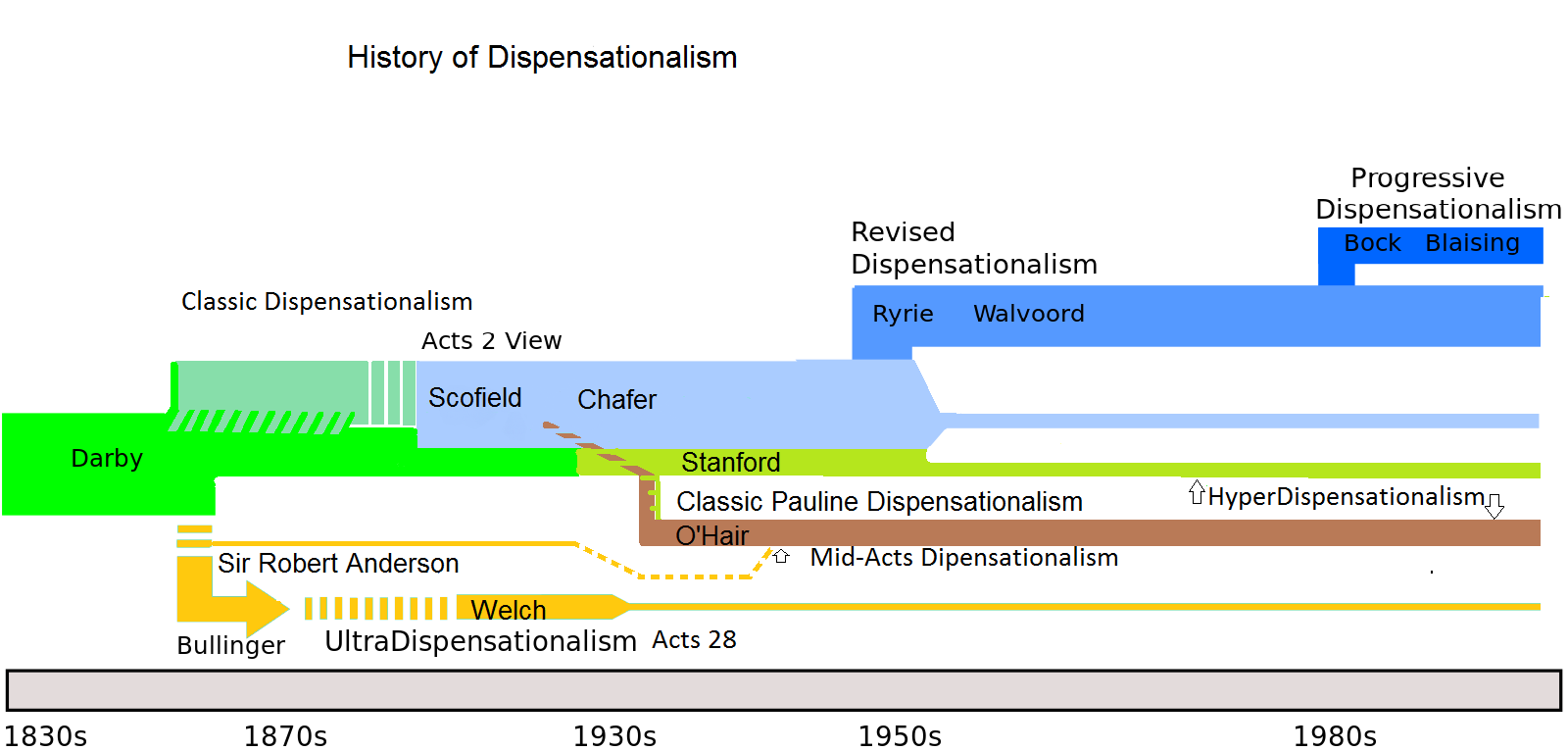
세대주의의 역사.

세대주의(Dispensationalism)은 19세기 등장했던 성경이해 사조이다. 성경의 역사를 세대(시대)별로 구분하여 하나님의 통치 원리가 각 시대마다 다르고 그의 백성들에게 주문하신 명령들도 다르다고 주장하는 견해이다. 영국의 19세기 국교회 반대파인 플리머스 형제단에서 존 넬슨 다비에 의해 시작된 신학 사조이다. 영국과 미국의 기독교에서 가장 왕성히 뿌리내렸으며, 현재는 침례교, 회중교, 오순절, 개혁파 소수에서 수용하고 있다. 유명한 문헌은 미국의 스코필드 관주 성경이 대표적이다. 한국에서는 세대주의적 문자적 해석과 종말론에 강하게 영향을 받은 선교사들로부터 시작되어 오랜 전통을 가지고 있으나, 현재는 소수의 목사와 신도들이 세대주의적 사고를 지지한다. 그것은 종종 성경의 연속성의 관점에서 읽는 전통적인 개혁주의적 견해인 언약신학과 구별된다.  

## 기원
세대주의 신학은 영국의 형제교회(Separatist Plymouth Brethren) 지도자 존 넬슨 다비(John Nelson Darby: 1800-1882)에 의해서 시작되었다. 세대주의는 각 시대마다 하나님의 경륜의 방식이 있으며, 그 다양성은 미래 예수 재림까지 시대별로 규정되었다고 주장하였다. 일관된 문자적 방법론 성경해석과 축자영감설을 수용한다. 미국에서는 2차 대각성 운동부터 시작하여 드와이트 무디가 활동한 3차 대각성 운동에서 절정을 이루며 세대주의 신학이 체계적으로 정립되었고, 특히 달라스 신학교와 밥 존스 대학교를 비롯한 여러 신학교가 세워지며 오늘날까지 미국에서 강한 영향을 미치고 있다.

## 세대주의의 성경 해석

### 문자적 해석 중시
세대주의의 신학적 특징은 성경 이해에서 일관된 문자적 성경해석의 이해만을 강조하는 방식을 택하였다.  대표적 세대주의 신학자 찰스 라이리(Charles Ryrie)는 그의 책 <오늘날의 세대주의>(Dispensationalism Today)에서 교회 시대의 이방인들이 주축인 알레고리적 성경해석과 구약 시대의 유대인들이 강조하는 문자주의적 해석을 대비하며 이것을 강조하였다.
성경 문자주의 해석을 지지하는 이유로는 첫째, 철학적으로 언어자체의 목적이 문자적 해석을 요구한다. 성경도 언어의 특별한 사용으로 간주될 수 없다. 둘째, 성경적으로, 그리스도의 초림에 관한 구약의 예언들이 문자적으로 모두 성취되었다. 셋째, 논리적으로 만약 문자적 해석법을 사용하지 않는다면 모든 객관성을 상실할 것이다.
일관된 문자적 해석은 계시가 진전되더라도 단어의 의미는 변하지 않고 분명히 구별된다. 하지만 알레고리나 영적 해석은 두 단어의 융합을 허용한다. 결국 계시가 주어진 시간에 상관없이 모든 계시에 대하여 같은 해석학적 원리가 적용되는 것이 합리적이다.
일관된 성경 문자주의 해석의 결과로 성경 본문을 액면 그대로 받아들이면 계시의 과정에서 구별을 인식하여 결과적으로 하나님의 프로그램에는 경륜의 차이가 있다는 것을 인식하게 된다. 즉 세대주의를 수용하게 된다. 세대주의 다양한 경륜을 하나님의 목적의 ‘계속적인(successive) 드러냄’ 뿐만 아니라 ‘점진적인(progressive) 드러냄’으로도 바라본다. 그리하여 하나님의 모든 프로그램의 절정은 예수 그리스도의 천년왕국이라고 생각한다. 따라서 세대주의만이 세상을 향한 하나님의 목적의 통일성(unity), 다양성(variety), 그리고 점진성(progressiveness)을 모두 바라본다.

### 세대별 구분
세대주의의 주요 특징은 각각의 세대마다 하나님의 인간관의 통치관계가 바뀌며, 따라서 인간의 책임도 세대마다 바뀌게 되며, 그에 합당한 계시를 준다는 점이다. 하지만 새로운 세대를 구분하는데 시험, 실패, 심판 등은 2차적 특징으로 필수조건이 아니다. 또한 세대(dispensation)는 세계역사를 관통하는 여러 세대 속에 하나님의 프로그램이 전개되는 것을 가리킨다.
세대별 구분은 성경 역사에 따라, 타락하기 이전을 무죄(innocence)세대로, 타락 한 뒤에서부터 대홍수까지를 양심(conscience)세대로, 대홍수 뒤에부터는 인간통치(human government)세대로, 아브라함 이후부터는 약속(promise: Patriarchal Rule)시대로, 모세 이후를 율법(Law)세대로, 그리스도의 초림부터를 은혜(grace)세대로, 그리스도의 재림부터는 천년왕국(Kingdom: Millennium)세대로 총 일곱 가지 세대로 나누는 것이 일반적이다.
현재는 예수님의 십자가로 시작된 은혜 세대로, 더 이상 율법을 지키거나 제사를 드리지 않고 그리스도를 믿는 믿음만으로 구원을 받을 수 있다. 그러나 그렇다고 절대 율법을 지키지 말라는 교리가 아니다. 다만 믿음과 더불어 율법을 지키는 것이 모세로부터 시작된 율법 세대라면, 은혜 시대에는 예수님을 구주로 영접하는 것을 통하여 구원을 얻고 자발적으로 율법의 도덕적 정신을 지키게 된 것이 차이점이다.

### 이스라엘과 교회의 관계
세대주의는 하나님의 역사 섭리가 이스라엘과 교회에 전혀 다른 프로젝트로 이루어진다고 본다. 따라서 언약 신학에 의해 이스라엘을 교회로 대체하는 대체 신학은 반성경적이라고 보고 있으며, 그것은 이방인들이 하나님께서 언약을 체결한 백성인 유대인들의 원 뿌리를 빼앗아 자신들이 원 뿌리라고 자랑하지 말라는 로마서의 구절을 정면으로 부정하는 것이라고 판단한다.

### 전천년주의 종말론
세대주의는 일관된 문자적 해석을 종말론에도 적용하며 따라서 구약의 예언이 천년왕국시대에 문자적으로 성취될 것이라 해석한다. 세대주의는 교회와 이스라엘을 엄격하게 구분하기 때문에, 천년왕국에서 성취된 구약의 예언은 교회가 아닌 이스라엘에 해당된다고 해석한다. 따라서 교회는 환란이 시작되기 전 지상으로부터 들려 올려 질 것이라는 환란전 휴거를 기본 교리로 삼는다. 또한 이는 휴거가 언제 어느때든 도적같이 임할 수 있다는 '임박성(Imminent)' 교리까지 이어져서 예수님이 몇 날 몇 시에 온다는 시한부 종말론과는 근본적으로 합치될 수가 없다.
또 세대주의에서는 예루살렘에 예루살렘 성전이 재건되고 적그리스도가 3년반 동안 제사를 폐하며 자신을 신으로 선포하는 사건 이후에 그리스도의 재림과 천년왕국이 도래하여 세계에 종말이 온다고 믿는다.
세대주의자는 반드시 전천년주의자이지만, 그 역은 성립되지 않는다. 전천년주의자 중에는 세대주의를 지지하지 않는 사람도 있다.

## 세대주의의 지역별 영향

### 유럽의 세대주의 영향
영국에서는 국교회의 친정부적 경향에 반대하는 영국 국교회 반대파가 16세기부터 이미 청교도, 침례교회, 장로교회, 감리교회의 형태로 형성되었던 배경이 있었다. 19세기부터 세대주의가 분리주의적 영국 국교회 반대파를 중심으로 더블린에서 새로이 형성되었다. 후천년 왕국론과 무천년 왕국론과 다른 전천년 왕국론을 주장하는 세대주의는 침례교회, 회중교회, 장로교회 등에게 큰 영향을 끼쳤다. 하지만 그 영향은 미국과 달리 오래 가지 않았고 20세기에 들어서면서 일부 보수주의 교회에만 남으며 그 영향은 미비해졌다.
유럽대륙 본토의 개신교회에도 19세기 이후에 전달되기는 했으나, 유럽 대륙은 국교회가 중심이 된 개신교회였고, 대부분의 국교회는 개신교 공교회주의를 따르는 루터교회였다. 따라서 세대주의와 국교회 신학의 부조화 문제가 강하게 대두되었으며, 유럽 대륙의 개신교회에서는 세대주의의 영향은 극히 적었다.

### 미국의 세대주의 영향
세대주의가 가장 크게 번성한 곳은 미국이다. 19세기말부터 시작된 마지막 대부흥 운동에서 드와이트 무디, C. I. 스코필드, 클래런스 라킨 등이 주축이 되어 미국 전역에 엄청난 영향을 끼치게 된다. 이후 세대주의 신학은 특히 미국 남서부와 남부 중심으로 퍼져나갔다. 20세기 초, 진화론 논쟁을 거치면서 신학적으로 보수적인 세대주의자들은 《근본주의 선언(The Fundamentals》을 기반으로 연대하며 여러 신학교를 설립하기 시작하였다. 그 중 가장 중요한 역할을 차지했던 것은 텍사스의 달라스 신학교였다. 이 신학교의 초대 총장인 루이스 채퍼는 《세대주의 조직신학》이란 책을 출간하며 그동안 파편화된 세대주의를 체계적으로 정리하며 종합하였다. 달라스 신학교의 조직 신학 교수인 찰스 라이리는 기존의 고전적 세대주의를 좀 더 가다듬어 '개정된 세대주의'를 주창하였고, 이곳의 신약학 교수인 대럴 복은 기존의 환란 전 휴거 교리를 조금 완화하고, 이스라엘과 교회의 관계를 완전히 단절시키는 것이 아닌 영적인 측면은 공유한다는 '진보적 세대주의'를 창시하였다.
미국의 세대주의는 정치적으로 미국 남침례교와 더불어 기독교 우파의 가장 강력한 지지기반이다. 미국 남부의 공화당 중심으로 신학적으로는 물론, 사회문화적으로도 성경적이며 보수적인 가치를 고집하며 외교적으로는 친이스라엘 성격을 띄며 유대인들 선교에 매우 적극적인 것이 가장 큰 특징이다.

### 대한민국의 세대주의 영향
대한민국의 19세기 선교사들은 대부분 세대주의 영향을 강하게 받았다. 특히 무디의 3차 대각성 운동으로 학생자원운동이 부흥했으며, 이 운동의 뜨거운 불길이 많은 영국과 미국의 청년들을 선교사로 헌신하도록 하였다. 그리하여 세대주의 성경이해 바탕의 신학 연구와 성경 주석을 참고하는 선교사들이 주류를 이루었고 이것은 20세기 말까지도 대한민국 개신교회 교단을 불문하고 큰 영향을 끼쳤다.
하지만 1920년대의 기독교 50주년 선교 기념 주석서를 편찬하며 이 차이가 점점 드러나다가, 1930년대 역사적 성경이해 방식에 충실한 아빙돈성경주석 사건으로 '세대주의 신학' 계열과 '전통 종교개혁 신학' 계열로 나뉘어 대한민국 개신교회 내부의 큰 갈등이 발생하기도 하였다. 세대주의 성경이해를 지지한 보수파와 종교개혁 전통의 역사적 성경해석 정신을 따르는 성경해석을 지지한 온건파는 서로 상당한 신학적 갈등을 겪어야 했다.

## 세대주의를 따르는 자들
- 기독 형제단(형제교회)
- 존 F. 맥아더
- 찰스 라이리
- 달라스 신학교
- 지방교회
- 킹 제임스 성경 유일주의(성경침례교회, 말씀보존학회 그리스도 예수안에)
- 이스라엘 회복단체
- 전능하신 하나님 교회(동방번개)

## 같이 보기
- 존 넬슨 다비
- 기독교 종말론
- 대체주의
- 무가 은총 신학
- 번 포이트레스